# Peter Lauch
Peter Lauch ist ein deutscher Schlagersänger, der in den 1960er Jahren zusammen mit den Regenpfeifern mit provokanten Liedern erfolgreich war. Eigentlich heißt er Horst Christ und stammt aus Lahnstein.
Peter Lauch und die Regenpfeifer gehören zu den Interpreten, die in den 1960ern in der Tradition der 1920er und frühen 1930er Jahre mit leicht frivolen deutschsprachigen Liedern bekannt wurden. Das erste Mal tauchten die Regenpfeifer 1961 in den Charts auf, 1962 dann als Peter Lauch & die Regenpfeifer. Ihre Lieder waren eindeutig zweideutig und drehten sich immer um das Thema Nummer 1. Zwei Jahre später konnten sie dann ihren großen Coup landen. Mit dem Titel Das kommt vom Rudern, das kommt vom Segeln erregten sie so viel Aufmerksamkeit, dass das Lied die deutschen Charts anführte.

## Rudern und Segeln
Im Liedtext geht es um den Matrosen Hein, der nach einer Reise über den Hafen von Schanghai, einen arabischen Harem und die Heimat der Eskimos wieder nach Hause zurückkehrt und danach heißt es:
Jetzt kann ich Rudern,
jetzt kann ich Segeln,
jetzt kann ich Fische fangen,
jetzt kann ich Rudi-Rudi-Ralala.
Jetzt kann ich Rudi-Ralala.
Der etwas seltsam anmutende Refrain ist indessen lediglich ein Wortspiel und Rudern und Segeln steht eigentlich für die Vulgärausdrücke „Pudern“ und „Vögeln“. „Rudi-Ralala“ wurde in der Folge zu einem beliebten Ausdruck in der Umgangssprache.
Mit der nächsten Seemannsgeschichte (So ein Seemann macht es richtig) konnten Peter Lauch und die Regenpfeifer noch einen Top-Ten-Hit anschließen, doch dann hatte die Provokation langsam ihren Reiz verloren und der Erfolg ließ nach.

## Nachlassender Erfolg
Daran änderte sich auch nichts dadurch, dass in den Folgejahren die Titel noch deutlicher und eindeutiger wurden. So hieß das 65er-Album noch Nichts für Spießer, später erschienen dann Die fröhliche Rille und Peter Lauchs Sex Magazin. Auch die Lieder hatten wenig subtile Titel wie Grüß mir die Blumen und Vögel schön, Juck, juck, juck, sie hat es gern, Zickezacke, Zickezacke-Bumsvallera und Er hat ihn drin.
Die Platten verschwanden deshalb auch unter dem Ladentisch und wurden teilweise mit einer Altersfreigabe von 21 Jahren versehen. Entsprechend verliert sich auch Ende der 60er die Spur der Regenpfeifer und sie sind in Vergessenheit geraten. Nicht so das Lied Das kommt vom Rudern, das 2006 mit neuem Text in der Version von De Randfichten eine Rückkehr in die deutsche Hitparade feiern konnte.